# Le Clap
Le Clap est une chaîne de salles de cinéma indépendante opérant dans la région de Québec.

## Historique

### La Boîte à film, ancêtre du Clap

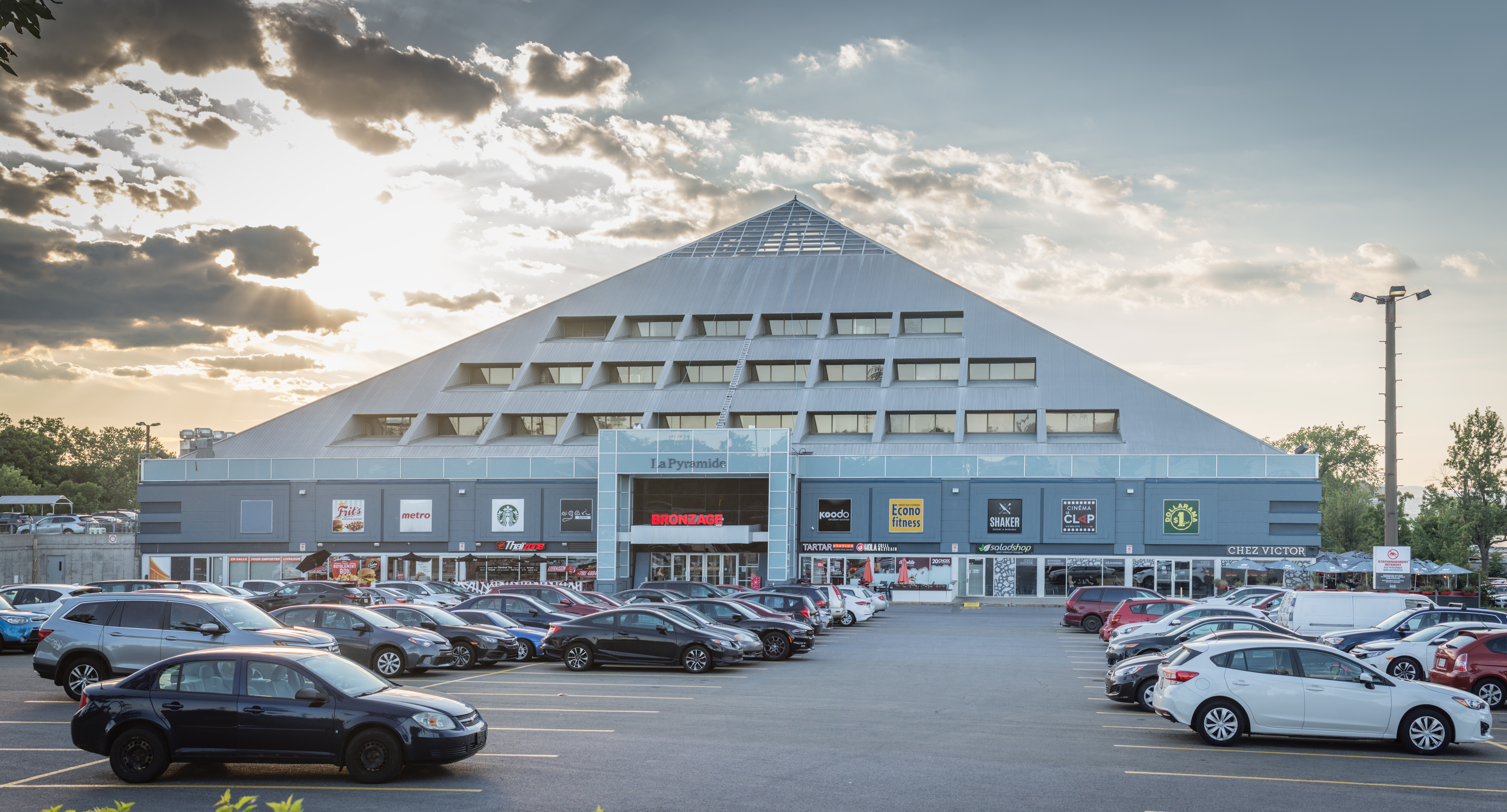
L'ancien emplacement du Cinéma le Clap.

L'entreprise est fondée en 1983 par les entrepreneurs Michel Aubé et Martial Bouchard,. Localisée sur la 3e avenue, à Limoilou, elle opérait une salle de cinéma construite en 1948 et qui fut successivement nommée le Cinéma Lairet, La boîte à films et le Cinéma Lumière, avant de reprendre le nom de La boîte à films sous l'impulsion de ses nouveaux propriétaires. Pendant plusieurs années, cette ancienne salle fut d'ailleurs la plus grande de l'est du Québec grâce à ses 844 places. Aujourd'hui, il s'agit de l'endroit actuel du commerce Demers bicyclettes et skis de fond. 

### L'époque de la Pyramide
En 1986, le propriétaire Michel Aubé déménage ses pénates à la Pyramide de Sainte-Foy, aussi connue sous le nom du Centre innovation. Ce nouvel emplacement devait permettre au cinéma de se rapprocher de sa clientèle naturelle puisqu'environ 30% du public du cinéma provenait de Sainte-Foy. Basée près du campus de l'Université Laval, du Cégep Sainte-Foy et du Cégep Garneau un autre des objectifs de la relocalisation était de rapprocher le cinéma de la clientèle étudiante.  
Au fil des années, Le Clap mène d'importantes campagnes de promotion afin d'attirer le public étudiant dans ses salles. Outre ce public, son bassin principal était composé, en 2013, de Sainte-Foy, Sillery, Cap-Rouge et Québec. Au fil des années, le cinéma a acquis une certaine importance au sein de la pyramide, étant considéré comme un «gros joueurs» par certains de ses commerçants,. 
Le premier film à y être présenté est Les jours et les nuits de China Blue, de Ken Russell.  

### Tentatives d'expansions
Tout au long de son existence, la gestion de la croissance a été un enjeu récurrent pour l'exploitant de cinémas. Dès l'époque de la Boîte à films, le fait de n'avoir qu'une seule salle limitait la possibilité pour l'équipe de programmation de présenter une offre variée. En déménageant au Clap, l'exploitant de cinémas augmentait son parc de salles d'une salle. Dans les années qui suivent, il procède à des expansions en 1990, 1994 et 1998. À l'aube de son trentième anniversaire, en 2016, l'entreprise indiquait alors avoir sept salles actives. ses propriétaires auraient réalisé d'importants investissements pour moderniser leurs installations.  Plusieurs projets d'expansion du cinéma ont été évoqués par les propriétaires du cinéma au fil des années, qui affirmaient avoir besoin de plus d'espace pour poursuivre leur croissance. 

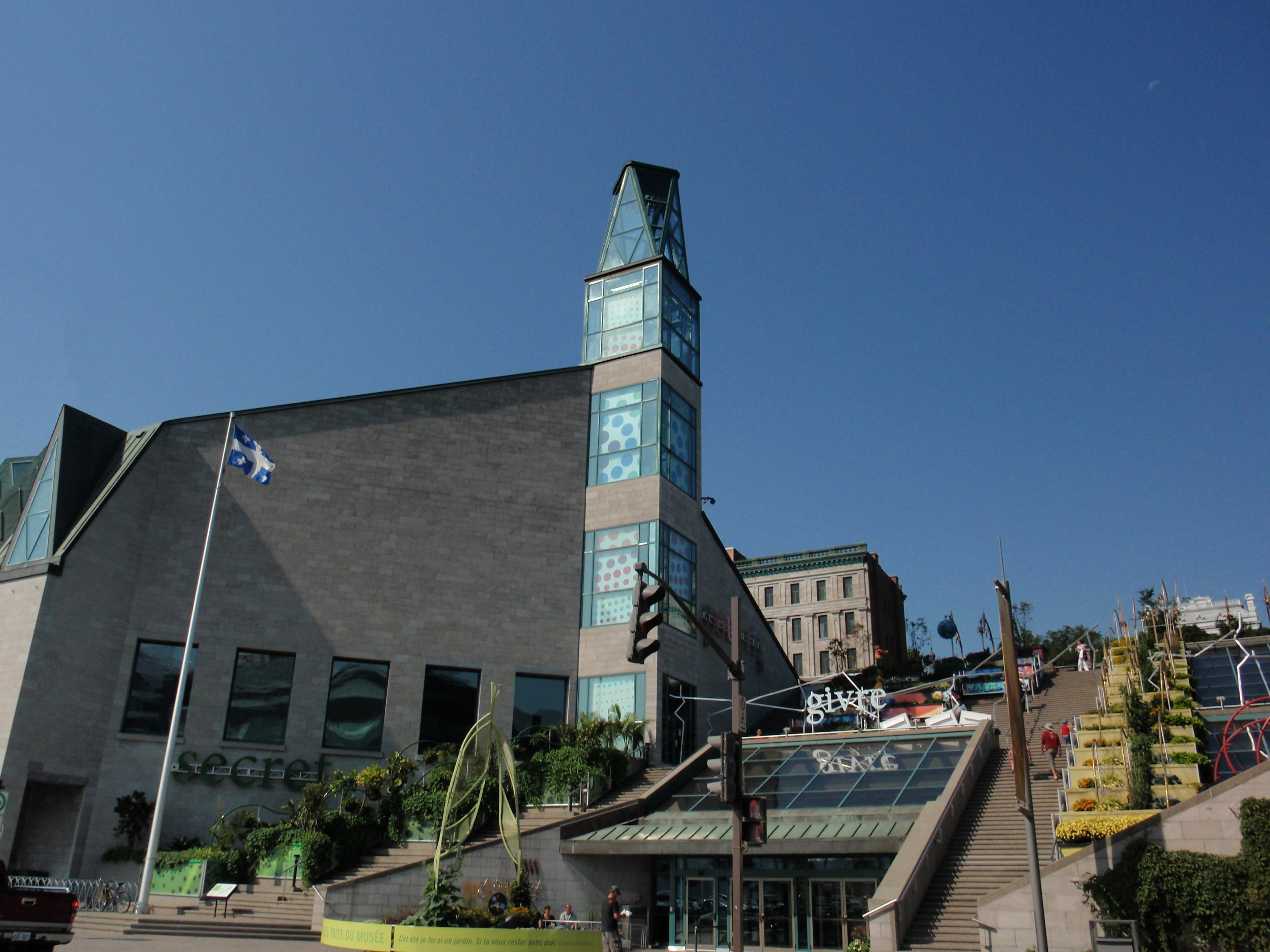
En 2014, Le Clap tente une première expansion vers le centre-ville. Le projet prend fin deux ans plus tard.

En 2014, le cinéma tente un premier projet d'expansion vers le centre-ville par l'entremise d'un partenariat avec le Musée de la civilisation de Québec. Projetant des films les lundi et mardi, le projet vise à combler une clientèle en quête d'un cinéma au centre-ville, une nouvelle salle étant réclamée par des citoyens de la région depuis la fermeture du Cinéplex Odeon Place Charest en 2011. Lors de l'annonce du projet, le nouveau propriétaire du Cinéma Cartier, Yvan Fontaine, critique l'ouverture de cette nouvelle salle, indiquant avoir eu des discussions avec le Clap pour le partage de copies de projection. Les projections ne rencontrent toutefois pas le succès escompté et prennent fin au bout d'un an et demi en raison de limites budgétaires et d'enjeux autour du stationnement.  
Quelques mois plus tôt, il était révélé que des discussions ont eu lieu pour l'ouverture de nouvelles salles sur la rue Maguire, dans le quartier de Sillery, et qu'un sondage était mené après des citoyens sur le sujet. Ce n'est toutefois qu'en 2018 et plutôt à Loretteville que le cinéma réussit finalement à d'élargir pour de bon son parc de salles, procédant à l'ouverture d'une deuxième succursale. Le complexe compte initialement une succursale de la Librairie Pantoute, mais la librairie ferme ses portes après à peine un an d'activités, évoquant des difficultés à recruter au niveau du personnel,.

### Déménagement vers Place Sainte-Foy
Après de nombreux investissements et un réaménagement du centre innovation, le cinéma annonce qu'il déménage finalement de son emplacement à la pyramide de Sainte-Foy vers des locaux deux fois plus grands. À compter de décembre 2019, il opère à l'emplacement de l'ancien Cinéma Sainte-Foy, qui était actif jusqu'en 1999 à côté du centre commercial Place Sainte-Foy. Le dernier film à avoir accueilli des cinéphiles était La reine des neiges 2 et celui s'étant terminé le plus tard était le film Parasite, de Bong Joon-ho. 

## Marque de commerce

### Magazine Le Clap puis MonCiné
À compter de septembre 1987, l'équipe du cinéma publie le magazine Le clap, dans lequel elle fait la promotion des films qui seront présentés au cinéma et présente des entrevues avec des acteurs de l'industrie. Initialement prévu pour être affilié aux cinémas Odéons, le magazine passe de 60 000 exemplaires à ses premières années à 100 000 à la moitié des années 1990. 
Pendant plusieurs années, le magazine devient un outil de marketing privilégié, étant distribué gratuitement dans 350 points de dépôt de la région de Québec et entraînant une augmentation de l'achalandage dans les semaines suivant sa publication. En 2021, le magazine est fusionné avec celui du cinéma Beaubien et devient le magazine MonCiné.

## Partenariats
- Festival de cinéma en famille de Québec
- Festival du film étudiant de Québec (FFEQ)
- Festival de cinéma de la ville de Québec